# Socha Kalliopé (Chrudim)
Pískovcová socha múzy Kalliopé od akademického sochaře Bohuslava Schnircha se nalézá v městském parku nedaleko od budovy finančního úřadu v okresním městě Chrudim. Socha je od roku 1958 chráněna jako nemovitá kulturní památka ČR.

## Historie
Socha byla původně součástí výzdoby průčelí Národního divadla (součást skupiny Apollón a múzy) až do jeho požáru v roce 1881. Požárem poškozená socha byla v roce 1883 byla zakoupena Občanskou záložnou pro Chrudim. Po opravě stála socha původně až do roku 1900 před někdejším divadlem na místě nynějšího pomníku Josefa Ressela, poté byla přemístěna do parku za kostelem Nanebevzetí Panny Marie. V roce 1929 uvolnila místo nově vybudovanému pomníku Jana Husa a byla přemístěna na stávající místo v městském parku.

## Popis
Na pískovcové podestě stojí nízký hranolový podstavec zakončený profilováním, na kterém je umístěn vysoký pískovcový pilíř zakončený nahoře profilovanou římsou.
Na římse stojí na stupňovitém podstavci socha múzy Kalliopé z antické mytologie. Socha má podobu prostovlasé dívky s půvabým obličejem oděné do řasnatého splývavého šatu s pláštěm přehozeným a sepjatým přes pravé rameno. V pravé ruce drží rydlo, v levé destičku, kterou opírá o bok.
Socha prošla v roce 2015 celkovým restaurováním.

## Fotogalerie

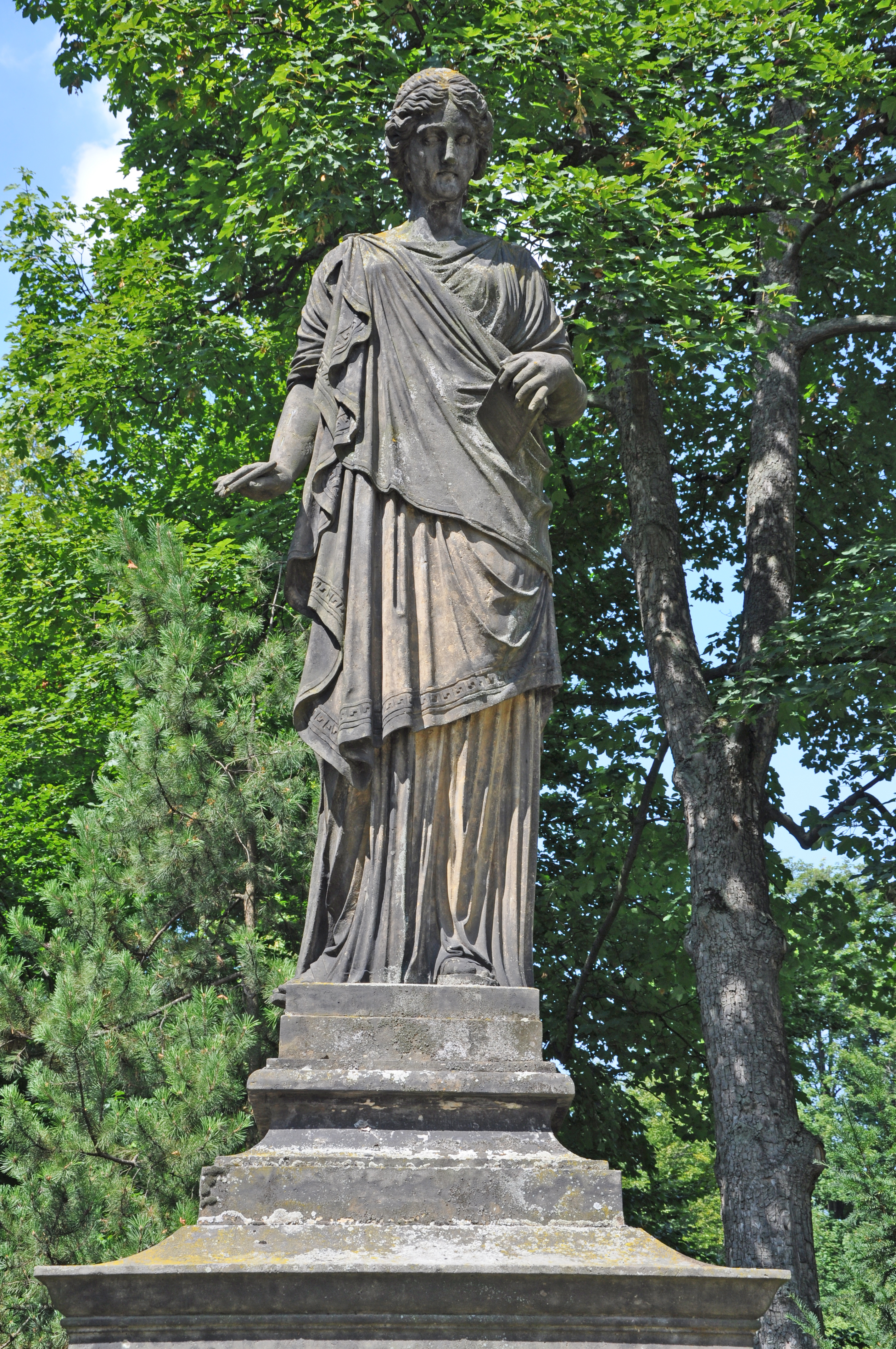
Detail sochy múzy Kalliopé
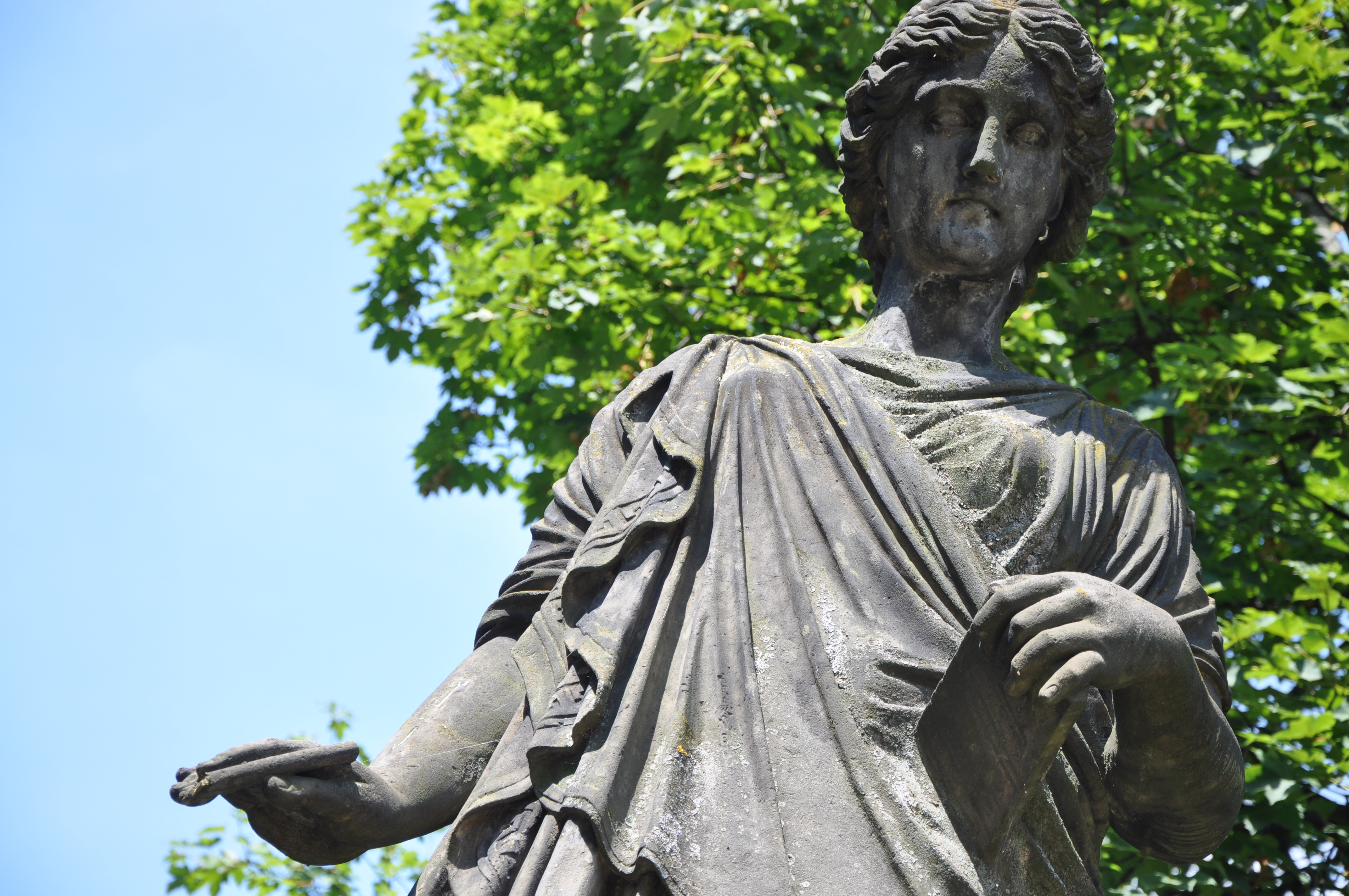
Detail sochy múzy Kalliopé
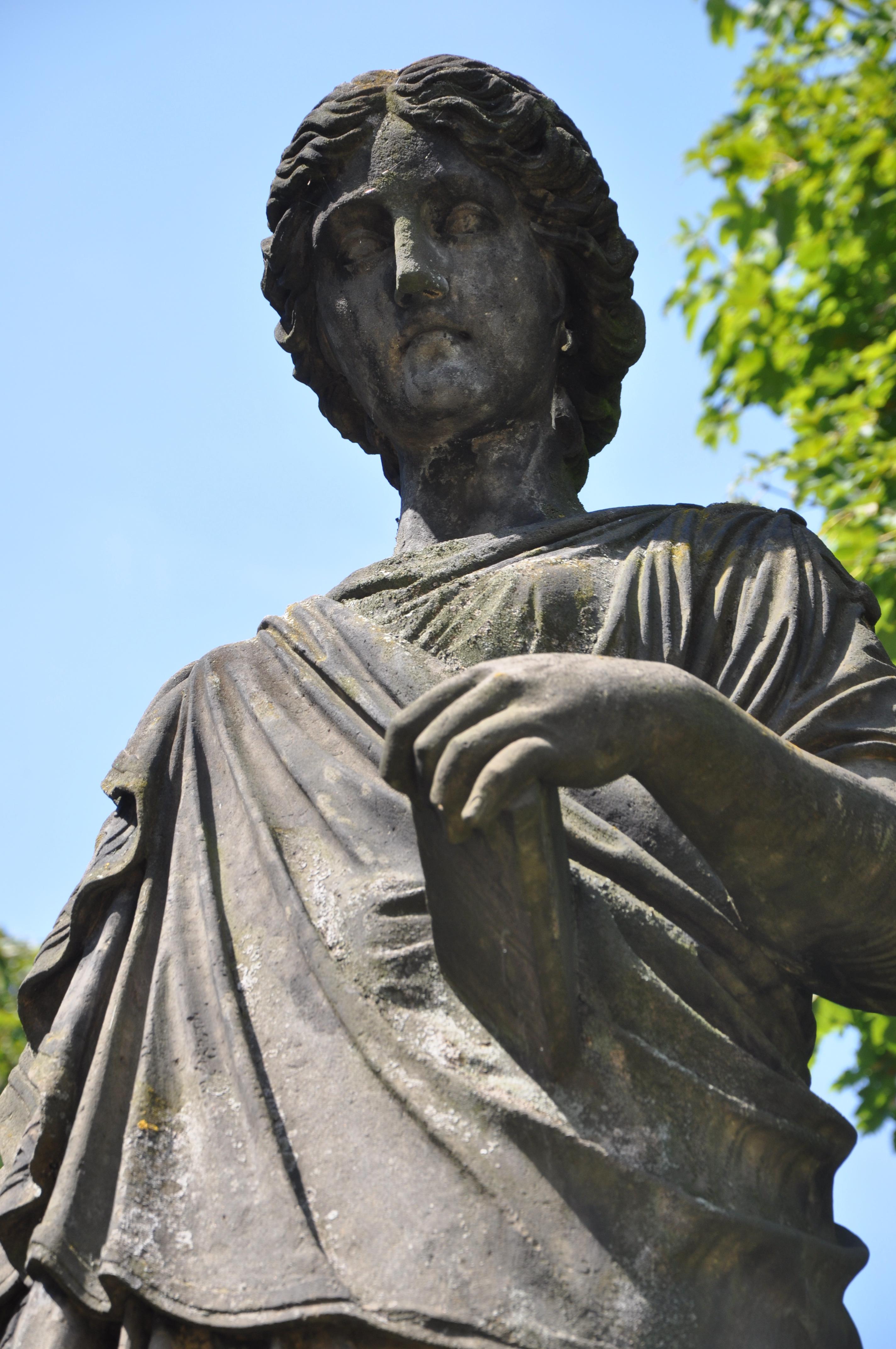
Detail sochy múzy Kalliopé